# 불바르 아드미랄라 우샤코바역
불바르 아드미랄라 우샤코바 역(러시아어: Бульвар Адмирала Ушакова)은 모스크바 지하철 부톱스카야 선의 역이다. 2003년 12월 27일에 개장했다. 역명은 아드미랄라 우샤코프 대로라는 뜻이고, 이 거리는 18세기 러시아 해군 사령관 표도르 우샤코프(Fyoder Ushakov)의 이름을 따서 명명되었다.

## 구조
역의 구조는 1면 2선 섬식 승강장 지상 역사이다. 플랫폼 길이는 90m, 플랫폼 폭은 7m, 플랫폼 높이는 9.6m이다. 플랫폼은 금속 막대의 강풍으로부터 보호되면서 정거장의 축에 의해 지탱되는 구조이다.